# Monkey's Audio
Monkey’s Audio je typ audio kódování (také známý jako kodek APE nebo MAC) používaný pro digitalizaci zvuku. Jedná se o bezztrátový audio kodek, který je oficiálně distribuován v podobě softwaru pro Microsoft Windows a také ve formě zásuvných modulů pro multimediální přehrávače. Soubory Monkey’s Audio mají přípony .ape pro ukládání audio a .apl pro ukládání metadat.

## Komprese
Výsledná velikost souborů Monkey’s Audio bývá větší oproti ztrátovému kodeku. Obvykle je to téměř dvakrát větší než soubor MP3 s přenosovou rychlostí 320 kbit/s. Monkey’s Audio dosahuje lepší než průměrné snížení komprese ve srovnání s jinými bezztrátovými formáty jako FLAC (která se pohybuje mezi 30% a 60%).
Úrovně komprese zvuku, které Monkey's Audio v současné době používá, jsou:
- Rychlá (přepínač režimu: - c1000).
- Normální (přepínač režimu: - c2000).
- Vysoká (přepínač režimu: - c3000).
- Extra vysoká (přepínač režimu: - c4000).
- Šílená (přepínač režimu: - c5000).

## Podporované platformy
Oficiálně software je distribuován pro Microsoft Windows a také ve formě zásuvných modulů pro multimediální přehrávače.
Monkey's Audio je také podporován na Linuxu a macOS pomocí JRiver Media Center nebo Plex.
Verze dekodéru Monkey's Audio s licencí GPL byla nezávisle napsána pro Rockbox a zahrnuta do ffmpeg.
K dispozici je řada bezplatných zásuvných modulů, které umožňují přehrávání .ape souborů na softwarových přehrávačích médií. Populární software jukebox (s příslušným plug-inem) zahrnuje Windows Media Player, Foobar2000, Winamp a Media Player Classic.

## Licence
Licenční smlouvu je možné najít na oficiálním webu. Monkey's Audio je zcela zdarma pro osobní, vzdělávací nebo komerční použití. Přestože byl software důkladně otestován, autor v žádném případě nenese odpovědnost za škody způsobené chybami nebo zneužitím.